# Nichola Burley
Nichola Ann Burley (Leeds, 26 december 1986) is een Engelse actrice.

## Biografie
Burley doorliep het secundair onderwijs aan de Intake High School in Leeds. Hierna studeerde zij aan de Northern School of Contemporary Dance en aan de Walton School of Theatre Dance, beide in Leeds.
Burley begon in 2005 met acteren in de film Love + Hate, waarna zij nog meerdere rollen speelde in films en televisieseries.

## Filmografie

### Films
Uitgezonderd korte films.
- 2024 Edge of Summer - als Debbie
- 2019 Lynn + Lucy - als Lucy
- 2016 The Rack Pack - als Lynn Higgins
- 2014 Catch Me Daddy - als Vicky
- 2013 For Those in Peril - als Jane
- 2012 Twenty8k - als Andrea Patterson
- 2012 Jump - als Greta
- 2012 Payback Season - als Lisa
- 2011 Wuthering Heights - als Isabella Linton
- 2010 StreetDance: The Moves - als Carly
- 2010 Edge - als Sophie
- 2010 SoulBoy - als Jane Rogers
- 2010 StreetDance 3D - als Carly
- 2009 Kicks - als Jasmine
- 2008 Donkey Punch - als Tammi
- 2006 Born Equal - als Zoe
- 2005 Love + Hate - als Michelle

### Televisieseries
Uitgezonderd eenmalige gastoptredens.
- 2025 Dreamers - als Siobhan - 6 afl.
- 2025 Virdee - als Sophie Brodenham - 4 afl.
- 2024 Protection - als Gemma Brandice - 5 afl.
- 2023 The Gold - als Brenda Noye - 5 afl.
- 2021 Behind Her Eyes - als Sophie - 3 afl.
- 2013 Death Comes to Pemberley - als Louisa Bidwell - 3 afl.
- 2013 Southcliffe - als Sarah Gould - 2 afl.
- 2013 The Syndicate - als Bethany - 3 afl.
- 2011 Candy Cabs - als Whitney Whiteburn - 3 afl.
- 2009 The Fixer - als Savanna Ford - 2 afl.
- 2006-2007 Drop Dead Gorgeous - als Cathy McAleer - 7 afl.
- 2006 Goldplated - als Donna - 8 afl.

- Biblioteca Nacional de España: XX5012986
- Gemeinsame Normdatei: 1025785096
- International Standard Name Identifier: 0000 0001 0791 4639
- Library of Congress Control Number: no2010206390
- Nederlandse Thesaurus van Auteursnamen: 330525131
- Virtual International Authority File: 154255049
- WorldCat: E39PBJvMxw4xTTJJkWrVxWf8YP